# Frank Buchanan
Frank Buchanan (McKeesport, 1º dicembre 1902 – Bethesda, 27 aprile 1951) è stato un politico statunitense, membro della Camera dei Rappresentanti per lo stato della Pennsylvania dal 1946 al 1951.

## Biografia
Nato a McKeesport, Buchanan studiò all'Università di Pittsburgh e in seguito lavorò come insegnante di scuola superiore, venditore di automobili e consulente finanziario.
Entrato in politica con il Partito Democratico, nel 1942 venne eletto sindaco di McKeesport e rimase in carica fino al 1946; in quell'anno venne eletto deputato alla Camera dei Rappresentanti, succedendo al dimissionario Samuel Weiss. Fu riconfermato per un mandato completo a novembre e successivamente rieletto altre due volte.
Buchanan morì improvvisamente nell'aprile del 1951, mentre era ancora in carica come deputato; il suo seggio al Congresso venne occupato dalla moglie Vera, che fu eletta per succedergli.